# براین روود (مریلند)
براین روود (به انگلیسی: Bryans Road) شهری در ایالت مریلند کشور ایالات متحده آمریکا است که جمعیت آن در سرشماری سال ۲۰۱۰ میلادی، ۷٬۲۴۴ نفر بوده‌است.